# Roberto Escobar Gaviria
Roberto de Jesús Escobar Gaviria (Rionegro, Antioquia, 13 de enero de 1947), también conocido como alias "El Osito" o "Samuel", es un exdeportista y ex-narcotraficante colombiano, quien fue miembro del Cartel de Medellín. Roberto es el hermano mayor del difunto capo del Cartel de Medellín, Pablo Emilio Escobar Gaviria.

## Familia
Sus padres fueron Abel de Jesús Escobar Echeverri, campesino agricultor que dejó una inmensa fortuna a su muerte, y Hermilda de los Dolores Gaviria Berrío, maestra de escuela. Sus hermanos fueron: Pablo Emilio, Gloria Inés, Argemiro, Alba Marina, Luz María y Luis Fernando (el menor, nacido en 1958 y asesinado a los 19 años en 1977).
Su abuelo materno, Roberto Gaviria Cobaleda, ya le había precedido en actividades ilegales, ya que fue un renombrado contrabandista de Whisky en épocas en que éste era ilegal (principios del siglo XX). El mencionado Roberto Gaviria fue también el abuelo del abogado y político colombiano José Obdulio Gaviria, exasesor presidencial de Álvaro Uribe Vélez.
Sin embargo, sus antepasados y sus familiares más inmediatos se destacaron como políticos, empresarios, ganaderos y figuras de la élite antioqueña,
por lo cual sus tan difundidos «orígenes populares» no corresponderían a la realidad. Entre su extensa parentela podemos mencionar a Isabel Gaviria Duque, primera dama de la Nación, esposa de Carlos E. Restrepo, quien fue presidente de Colombia entre 1910 y 1914.

## Deporte
En su juventud, Roberto Escobar fue un deportista apasionado por la práctica del ciclismo. En 1965, llegó a ser tercero en la prueba por equipos del Campeonato Nacional de Ciclismo de Colombia, y obtuvo 37 triunfos en ciclismo en un solo año, segundo lugar como deportista del año del departamento de Antioquia, siendo superado por el campeón mundial de ciclismo Martín Emilio "Cochise" Rodríguez. También fue entrenador del equipo colombiano de ciclismo en competencias internacionales.
En numerosas ocasiones participó en varias vueltas y clásicos nacionales, al lado de viejas glorias del ciclismo. Se cree de que Roberto Escobar hubiera tenido gran futuro en el deporte de ciclismo, ya que su talento era muy notorio... 

## Educación
Comenzó estudios de química mientras trabajaba en la fabricación de medicamentos en “Droguerías Aliadas” (Compañía que también lo patrocinaba en ciclismo). Luego recibió patrocinio de la compañía “Mora Hermanos” donde lo apoyaron para estudiar electrónica en la Academia de Ciencias Electrónicas de Antioquia, donde se destacó y ganó el primer lugar con un proyecto en el que fabricó su primer radio transistor. Como tesis de grado construyó un televisor de 32”. Recibió cursos de medicina deportiva y enfermería patrocinado por Coldeportes, en ambos cursos recibió distinciones como el mejor estudiante. Fundador de Bicicletas “El Osito” y criadero “El Potrerillo”.  Expositor de caballos, cosechó triunfos entre 1978 y 1993, en 1986 inicia investigaciones con su veterinario para curar la anemia infecciosa equina.
De su paso por el ciclismo le quedó el remoquete que por cariño le puso un periodista, y que después, sin que pudiera evitarlo, se transformó en el alias con el que lo clasificaron en los anaqueles judiciales de Colombia y el mundo: "el osito". Y todo porque, durante un arribo de la caravana a Medellín, con él punteando en la competencia, llovía a cántaros sobre la carretera destapada que ya se había transformado en un río de fango. Las llantas de su bicicleta le enviaron el barro a la cara hasta taparla por completo, dejando al descubierto únicamente sus ojos. Cuando llegó a la meta, el periodista radial que transmitía la etapa dijo: "Ahí llega Roberto Escobar Gaviria, que más bien parece un osito" 

## Miembro del Cartel de Medellín

### Atentado con carta-bomba
A Roberto Escobar se le acusa de haber manejado buena parte del aparato logístico de la organización del Cartel de Medellín y fue jefe de sicarios en los años 1987 y 1988. Estando preso en la Cárcel de Itagüí, el 18 de agosto de 1993, recibió una carta bomba enviada por Los Pepes y al abrirla le explotó en su cara; el estallido de la carta le dejó secuelas de por vida al perder de forma parcial su vista y su audición. A los 46 años. Estaba próximo a cumplir su pena de cárcel, cuando recibió una nueva orden de detención por fugarse de la cárcel de La Catedral junto con su hermano Pablo Escobar, cargos por porte ilegal de armas, enriquecimiento ilícito, narcotráfico.